# K2
K2 (također Mount Godwin-Austen, Lambha Pahar, Chogori, Kechu, Dapsang) je planina na granici Pakistana i Kine, u lancu Karakorum, dijelu lanca Himalaje. S nadmorskom visinom od 8611 metara, nakon Mount Everesta druga je najviša planina na svijetu. Smatra se jednom od najtežih i najopasnijih planina za alpinističke uspone, te je poznata i kao "Divlja planina" (Savage Mountain) radi 2. najviše stope smrtnosti među penjačima na planinama višim od 8000 metara. Od svaka četiri alpinista koji su se popeli na vrh, jedan je poginuo. Planina Annapurna je prva po stopi smrtnosti. K2 je do 2021. godine bila jedina planina koja nikada bila osvojena zimi. Taj nevjerojatan poduhvat uspio je nepalskim šerpama 16. siječnja 2021. godine. Međunarodnu ekspediciju od 11 članova predvodio je Chhang Dawa Sherpa.

## Naziv
Naziv K2 proizlazi iz zapisa korištenog u Velikoj trigonometrijskoj izmjeri. Thomas Montgomerie, prilikom pregleda lanca Karakorum s planine Mount Haramukh, oko 130 milja južnije, skicirao je najistaknutije vrhove, i privremeno ih nazvao K1, K2, K3, K4 i K5.
U Velikoj trigonometrijskoj izmjeri uobičajena je bila praksa imenovanja novootkrivenih planina lokalnim imenima uvijek kada je to moguće, te je otkriveno da je K1 lokalno poznat kao Masherbrum, K3 nazvan je Broad Peak a K4 i K5 Gasherbrum II i Gasherbrum I. Vjerojatno radi izoliranosti i udaljenosti od naseljenih mjesta, za K2 nije pronađeno lokalno ime. Planina nije vidljiva iz Askolea, posljednjeg sela na jugu, ili iz najbližeg naselja na sjeveru, te je tek jedva vidljiva s kraja ledenjaka Baltoro, nakon kojeg od lokalnih se ljudi rijetko tko upućivao. Ime Chogori, izvedeno iz dvije riječi jezika Balti, chhogo ('veliko) i ri ('planina') (شاہگوری) predloženo je kao lokalni naziv, ali dokazi raširenog korištenja tog imena bili su oskudni. Možda je to bilo složeno ime koje su izmislili zapadni istraživači ili jednostavno zbunjeni odgovor na pitanje "Kako se to zove?" To međutim, čini temelj imena Qogir  (pojednostavljeni kineski: 乔戈里峰, tradicionalni kineski: 喬戈里峰, pinyin: Qiáogēlǐ Fēng) kojim Kineske vlasti službeno nazivaju planinu. Predloženi su i drugi lokalni nazivi, uključujući Lamba Pahar ("visoka planina" na Urdu) i Dapsang, ali nisu u raširenoj upotrebi.
U nedostatku lokalnog naziva, predloženo je ime Mount Godwin-Austen, u čast Henryja Godwin-Austena, jednog od prvih istraživača tog područja. Premda taj naziv nije prihvatilo Kraljevsko geografsko društvo (Royal Geographical Society) bio je upisan na nekoliko karata, te se i danas povremeno koristi.
Montgomeriejeva je oznaka, K2, radi toga i dalje ime po kojemu je planina poznata. Danas se također koristi i u jeziku Balti, izvedenicama Kechu ili Ketu (Urdu: کے ٹو). Talijanski penjač Fosco Maraini, tvrdio u svom izvještaju uspona na Gasherbrum IV, da iako K2 svoje ime duguje slučaju, odsječena i bezlična priroda tog naziva savršeno je prikladna za tako udaljenu i zahtjevnu planinu. Zaključio je da je to...
"samo gola kost imena, sve stijene i led, oluja i ponor. Ni ne pokušava zvučati ljudski. To su atomi i zvijezde. Posjeduje ogoljenost svijeta prije prvog čovjeka - ili opustošenost planete nakon posljednjeg."

## Zemljopisni položaj
K2 je smješten u sjeverozapadnom Karakorumu. Tarimska sedimentarna zavala sjeverni je rub lanca, dok na jugu graniči s Malom Himalajom. Voda koja se topi iz velikih ledenjaka južno i istočno od K2, koristi se za poljoprivredu u dolinama i značajno doprinosi regionalnoj opskrbi svježom vodom. Lanac Karakorum leži duž južnog kraja Euroazijske tektonske ploče i sastoji se od drevnih sedimentnih stijena (starih više od 390 milijuna godina). Ti su slojevi bili presavijeni, zbijeni pod pritiskom i pomiješani s granitnom masom kada se pred više od 100 milijuna godina Indijska ploča sudarila s Eurazijom.

K2 je tek 22. planina prema topografskoj istaknutosti, izmjeri nezavisne visine planine, jer je dio istog proširenog uzdignutog područja (uključujući Karakorum, Tibetansku zavalu i Himalaju) kao i Mount Everest, te je moguće pratiti put od K2 do Everesta koji se ne spušta ispod 4594 m (u Kraljevstvu Mustang) nadmorske visine. Mnogi drugi niži vrhovi prema toj su definiciji znatno samostalniji.
Međutim, K2 je poznat po svojem lokalnom reljefu i ukupnoj visini. Uzdiže se preko 3000 m iznad glacijalne doline u dnu planine. Posebno je izvanredna činjenica da se radi o pravilno strmoj piramidi, sa strmim padinama u svim smjerovima. Sjeverna strana je najstrmija, uzdiže se preko 3200 m iznad ledenjaka K2 (Qogir) u samo 3000 m horizontalne udaljenosti. U većini smjerova, uzdiže se preko 2800 m u manje od 4000 m.

## Povijest uspona

### Prvi pokušaji
1892., Martin Conway predvodio je ekspediciju koja je dosegla Concordiu, stjecište ledenjaka Baltoro i Godwin-Austen.
Prvi ozbiljniji pokušaj uspona poduzeli su 1902. preko sjeveroistočnog grebena Oscar Eckenstein i Aleister Crowley. Početkom 20. stoljeća, s tadašnjim prijevoznim sredstvima, bilo je potrebno "četrnaest dana da bi se doseglo podnožje planine." Nakon pet ozbiljnih i skupih pokušaja, tim je dosegao 6525 m – iako s obzirom na težinu izazova, nedostatak moderne opreme i odjeće otporne na vremenske utjecaje, Crowleyjeva izjava da "ni čovjek ni životinja nisu bili ozlijeđeni", naglašava pionirski duh i hrabrost pokušaja. Neuspjeh se također pripisao bolesti (Crowley je trpio posljedične efekte malarije), kombinaciji upitnog fizičkog treninga, sukoba osobnosti i loših vremenskih uvjeta - od 68 dana provedenih na planini (u to doba, rekordno vrijeme provedeno na tim visinama) samo je 8 dana bilo vedro.
Sljedeća ekspedicija, 1909., predvođena Luigiem Amedeom Savojskim dosegla je visinu od oko 6250 m na jugoistočnom grebenu, danas poznatom kao greben Abruzzi, koji će kasnije postati dijelom standardne rute, ali je tada napušten radi svoje velike zahtjevnosti i strmine. Nakon što je pokušao, ali nije uspio pronaći alternativni put na zapadnom ili sjeveroistočnom grebenu, Luigi Amedeo Savojski izjavio je da K2 nikada neće biti osvojen, te je ekspedicija svoju pažnju usmjerila na Chogolisu, gdje se talijanski vojvoda na 150 m od vrha morao vratiti radi nevremena.
Sljedeći se pokušaj uspona zbio tek 1938., kada je američka ekspedicija predvođena Charlesom Houstonom istražila planinu. Zaključili su da je greben Abruzzi najpraktičniji put, i dosegli visinu od oko 8000 m, prije nego što su se vratili natrag radi pomanjkanja zaliha i prijetnje lošeg vremena. Iduće godine ekspedicija Fritza Wiessnera stigla je do 200 m ispod vrha, ali završila je katastrofom kada su Dudley Wolfe,  Pasang Kikuli, Pasang Kitar i Pintso nestali visoko u planini.
Charles Houston vratio se na K2 kao vođa američke ekspedicije 1953. Ekspedicija nije postigla uspjeh radi nevremena koje je penjače zadržavalo deset dana na visini od 7800 m, te je radi toga 
Art Gilkey kritično obolio. Slijedio je očajnički silazak, kada je Pete Schoening spasio skoro cijelu ekipu nakon masovnog pada, dok je Gilkey poginuo, ili radi lavine ili u namjernom činu da svojim drugovima ne bude na teret. Unatoč neuspjehu i tragediji, hrabrost i odlučnost koje su tom prilikom pokazali penjači daje toj ekspediciji poseban status u povijesti alpinizma.

### Uspjeh i sljedeći usponi
Talijanska ekspedicija, napokon je uspjela osvojiti vrh K2 31. srpnja 1954. Ekspediciju je predvodio Ardito Desio, dok su sam vrhunac osvojili Achille Compagnoni i Lino Lacedelli. Član tima bio je i Pakistanac, pukovnik Muhammad Ata-ullah koji je sudjelovao i u američkoj ekspediciji 1953. Za uspjeh, od ključne su pomoći bili Walter Bonatti i pakistanac Hunza Mahdi, koji su potrebne boce s kisikom doveli na visinu od 8100 m. Njihov dramatični bivak, kada su noć između 30. i 31. srpnja proveli na otvorenoj litici pri temperaturi od -50 stupnjeva, posebno je poglavlje u povijesti himalajskog planinarenja.
9. kolovoza 1977., 23 godine nakon talijanske ekspedicije., japanac Ichiro Yoshizawa predvodio je drugi uspješan uspon, zajedno s Ashrafom Amanom, prvim pakistancem na vrhu K2. Japanska se ekspedicija popela rutom preko grebena Abruzzi, koju su označili talijani, te je za postizanje svog cilja koristila više od 1500 nosača.
1978., postignut je treći uspon na K2, novom rutom preko dugačkog sjeveroistočnog grebena, prekrivenog masama zaleđenog snijega koje strše iznad ponora (vrh rute pređen je lijevo preko istočne strane radi izbjegavanja vertikalnog ledenog klifa te se kasnije vratilo na gornji dio rute Abruzzi). Uspon je ostvario američki tim, na čelu s čuvenim planinarom Jamesom Whittakerom, dok su ostali penjači na vrhu bili Louis Reichardt, Jim Wickwire, John Roskelley i Rick Ridgeway. Wickwire je izdržao prekonoćni bivak na oko 150 m ispod vrha, jedan od najviših bivaka u povijesti planinarstva.
Još jedan značajan Japanski uspon bio je 1982. preko teškog sjevernog grebena, na kineskoj strani planine. Ekipa iz Japanskog planinarskog udruženja, predvođena Isaom Shinkaijem i Masatsugom Konishije, tri je člana ekspedicije, Naoea Sakashitu, Hiroshija Yoshina i Yukihira Yanagisawu, dovela na vrh 14. kolovoza. Međutim, Yanagisawa je pao i poginuo pri silasku. Još četiri člana istog tima popeli su se na vrh idućeg dana.
Prvi penjač koji se dvaput popeo na vrh K2 bio je češki alpinist Josef Rakoncaj. Rakoncaj je bio član talijanske ekspedicije 1983. predvođene Francescom Santonom koja je 31. srpnja ostvarila drugi uspješan uspon preko sjevernog grebena. Tri godine kasnije, 5. srpnja 1986., popeo se preko grebena Abruzzi (tada i samostalni uspon na Broad Peak preko zapadne strane) kao član međunarodne ekspedicije Agostina da Polenze. Prva žena na vrhu K2 bila je Poljakinja Wanda Rutkiewicz 1986.

### Nedavni pokušaji
Do srpnja 2010., samo je 302 penjača osvojilo vrh, dok se na znatno popularniji Mount Everest popelo 2700 ljudi. Najmanje je 77 ljudi poginulo u pokušaju uspona. 13 penjača iz raznih ekspedicija poginulo je 1986., od kojih pet u teškom nevremenu. U novije vrijeme, 1. kolovoza 2008., grupa penjača je nestala nakon što je tijekom lavine pao veliki komad leda i pokupio pričvršćenu užad na dijelu rute. Četiri su penjača spašena, ali 11, uključujući i Gerarda McDonnella, prvog Irca na vrhu K2, je poginulo. 6. kolovoza 2010., Fredrik Ericsson, koji se namjeravao spustiti skijama s vrha, pridružio se Gerlindi Kaltenbrunner na putu prema vrhu, ali je pao 1000 m u dubinu i poginuo, te je Kaltenbrunner odustala od svog uspona. 2011. godine ponovila je uspon i vrh osvojila kao prva žena koja je osvojila svih 14 osam-tisućnjaka bez korištenja boca s kisikom. 2012. godine na vrh K2 popelo se najviše alpinista, njih 28 u jednom danu. 2014. godine na vrh se po prvi puta popeo tim alpinisti iz Pakistana (do sada su se pakistanci penjali jedino kao dio neke ekspedicije) te Boyan Petrov, bugarski alpinist. 2018. godine poljski planinar i brdski trkač Andrzej Bargiel spustio se s vrha do baznog logora na skijama.

### Osvajanje vrha zimi
Od 1987. godine do 2021. godine bilo je nekoliko pokušaja osvajanja vrha zimi, no svi su bili bez uspjeha zbog izrazito loših vremenskih uvjeta i izrazito zahtjevnog uspona. Sve do 16. siječnja 2021. godine kada je to uspjelo nepalskim šerpama. Međunarodnu ekspediciju od 11 članova činili su Mingma Gyalje Sherpa, Nirmal Purja, Gelje Sherpa, Mingma David Sherpa, Mingma Tenzi Sherpa, Dawa Temba Sherpa, Pem Chhiri Sherpa, Kilu Pemba Sherpa, Dawa Tenjing Sherpa, Sona Sherpa, a predvodio ju je Chhang Dawa Sherpa. Nirmal Purja vrh je osvojio bez upotrebe boca s kisikom. Temperatura u trenutku osvajanja na vrhu iznosila je -40 °C. 

## Putevi uspona i teškoće
Na K2 ima nekoliko puteva uspona donekle različitih karakteristika, ali svi oni dijele neke ključne poteškoće. Prva je naravno ekstremno visoka nadmorska visina i sukladan nedostatak kisika: na tim je visinama penjačima na raspolaganju samo jedna trećina kisika od kisika na razini mora. Druga je teškoća sklonost tog područja ka višednevnim ekstremnim olujama, koje su rezultirale mnogim pogibijama na planini. Treći je strmost, izloženost i zahtjevnost svih puteva uspona, što povlačenje čini težim, pogotovo po lošem vremenu. Svi glavni putevi uspona nalaze se na pakistanskoj strani, gdje se također nalazi i bazni logor.

### Greben Abruzzi
Standardni put uspona, koji se koristi daleko više nego bilo koji drugi put, je greben Abruzzi, najviši greben na planini, lociran na pakistanskoj strani, kojeg je prvi napao Luigi Amedeo Savojski (Luigi Amedeo, Vojvoda Abruzzi) 1909. Uzdiže se iznad ledenjaka Godwin Austen s dnom na 5400 m NM, gdje je obično smješten napredni bazni logor. Ruta prati naizmjenični niz stjenovitih izbočina, snježno/ledenih polja, i ponešto tehničkog planinarenja stijenama na dva poznata mjesta, pukotina nazvana "Kućni dimnjak" ("House's Chimney") i oko 400 metara skoro vertikalnog penjanja na stijenama i ledu poznatom kao "Crna piramida" ("Black Pyramid"). Iznad crne piramide, obronci opasno izloženi i teški za kretanje vode ka lako vidljivom "Ramenu" ("Shoulder"), i od tamo ka vrhu. Posljednja je velika prepreka uski kuloar poznat kao "Usko grlo" (Bottleneck), koji penjače vodi opasno blizu zida seraka koji stvaraju ledeni klif istočno od vrha. Djelomično radi pada jednog od tih seraka oko 2001., 2002. i 2003. nije bilo uspona na vrh

### Sjeverni greben
Gotovo nasuprot grebenu Abruzzi nalazi se sjeverni greben, koji se uzdiže na kineskoj strani planine. Rijetko je korišten, djelomično radi vrlo teškog pristupa, koji uključuje opasan prelazak rijeke Shaksgam. Za razliku od brojnih penjača i trekera u baznom logoru Abruzzi, u podnožju sjevernog grebena obično logoruju najviše dvije grupe penjača. Ova ruta, znatno tehnički zahtjevnija od grebena Abruzzi, uspinje se dugim, strmim, prvenstveno stjenovitim grebenom do visoko u planinu (Kamp IV, "orlovo gnijezdo", 7900 m), a zatim lijevim zaobilaznim usponom prelazi opasno-viseći ledenjak i dolazi do snježnog kuloara odakle se stiže na vrh.
Osim prvog japanskog uspona, istaknuti su uspon na sjevernoj strani 1990. ostvarili Greg Child, Greg Mortimer, i Steve Swenson, u alpskom stilu iznad Kampa 2, iako korištenjem ponešto pričvršćenih užadi već postavljenih od japanskog tima.

### Druge rute
- Sjeveroistočni greben, dugačak i prekriven masama zaleđenog snijega koje strše iznad ponora (cornice), završava na gornjem dijelu rute Abruzzi. 1978.
- Zapadni greben, 1981.
- Jugozapadni stup ili "magična linija", vrlo tehnička i druga najzahtjevnija ruta. Prvi uspon 1986., poljsko-slovački trio Piasecki-Wróż-Božik. Od tada, unatoč mnogim drugim pokušajima, na toj je ruti bio uspješan jedino katalonac Jordi Corominas.
- Južna strana ili "poljska linija" (izvanredno izložena i najopasnija). 1986., Jerzy Kukuczka i Tadeusz Piotrowski popeli su se tim putem. Reinhold Messner nazvao ju je samoubilačkom rutom i do danas nitko nije ponovio njihovo postignuće.[44]
- Sjeverozapadna strana, 1990.
- Sjeverozapadni greben, završava na sjevernom grebenu. Prvi uspon 1991.
- Jug-jugoistočni greben ili "ruta Cesen", završava na usponu Abruzzi. Možda sigurnija alternativa grebenu Abruzzi jer zaobilazi prvu veliku prepreku na toj ruti, zvanu "crna piramida". 1994.

### Boce s kisikom
Većinu povijesti uspona na K2, uglavnom se nisu koristile boce s kisikom, te su male, relativno lagane ekipe bile pravilo. Ipak, sezone 2004. znatno se povećala upotreba kisika: 28 od 47 planinara na vrhu, te je godine koristilo kisik.
Kako bi se izbjegla mogućnost visinske bolesti, aklimatizacija je ključna pri usponu bez kisika. Vrh K2 daleko je iznad nadmorske visine na kojoj može doći do visinskog plućnog edema ili visinskog edema mozga.

## Filmovi
- Vertical Limit, (2000.)
- K2, (1992.)
- Karakoram & Himalayas, (2007.)